# Eva Gonzalès
Eva Gonzalès (Parigi, 19 aprile 1849 – Parigi, 6 maggio 1883) è stata una pittrice francese, considerata una delle più sensibili interpreti del movimento impressionista.

## Biografia

### Formazione
Eva Gonzalès nacque il 19 aprile 1849 a Parigi in una famiglia benestante appartenente all'alta borghesia francese. La madre era una musicista, mentre il padre Emmanuel aveva origini spagnole ed al tempo godeva di una grandissima notorietà per via della sua fiorente attività letteraria. Egli, infatti, era il presidente della Societé des gens de lettres, e la sua opera Frères de la côte aveva riscosso al tempo uno sfolgorante successo, lasciando un'impronta profonda nella fantasia di un giovane Émile Zola.
Sin da piccina la Gonzalès diede prova della sua indole vivace ed intraprendente, sollecitata anche dall'ambiente colto e raffinato nel quale trascorse gli anni della fanciullezza. Il salotto dei genitori era infatti un importante punto di ritrovo mondano della crème del mondo artistico e intellettuale parigino: suoi frequentatori abituali erano, per esempio, Theodore de Banville e Phillippe Jourde, direttore del Siècle. Il respiro culturale del salotto dei Gonzalès, in effetti, fu uno stimolo cruciale per la piccola Eva, che in questo modo fu molto attratta dal disegno e dalla pittura sin dalla prima fanciullezza.

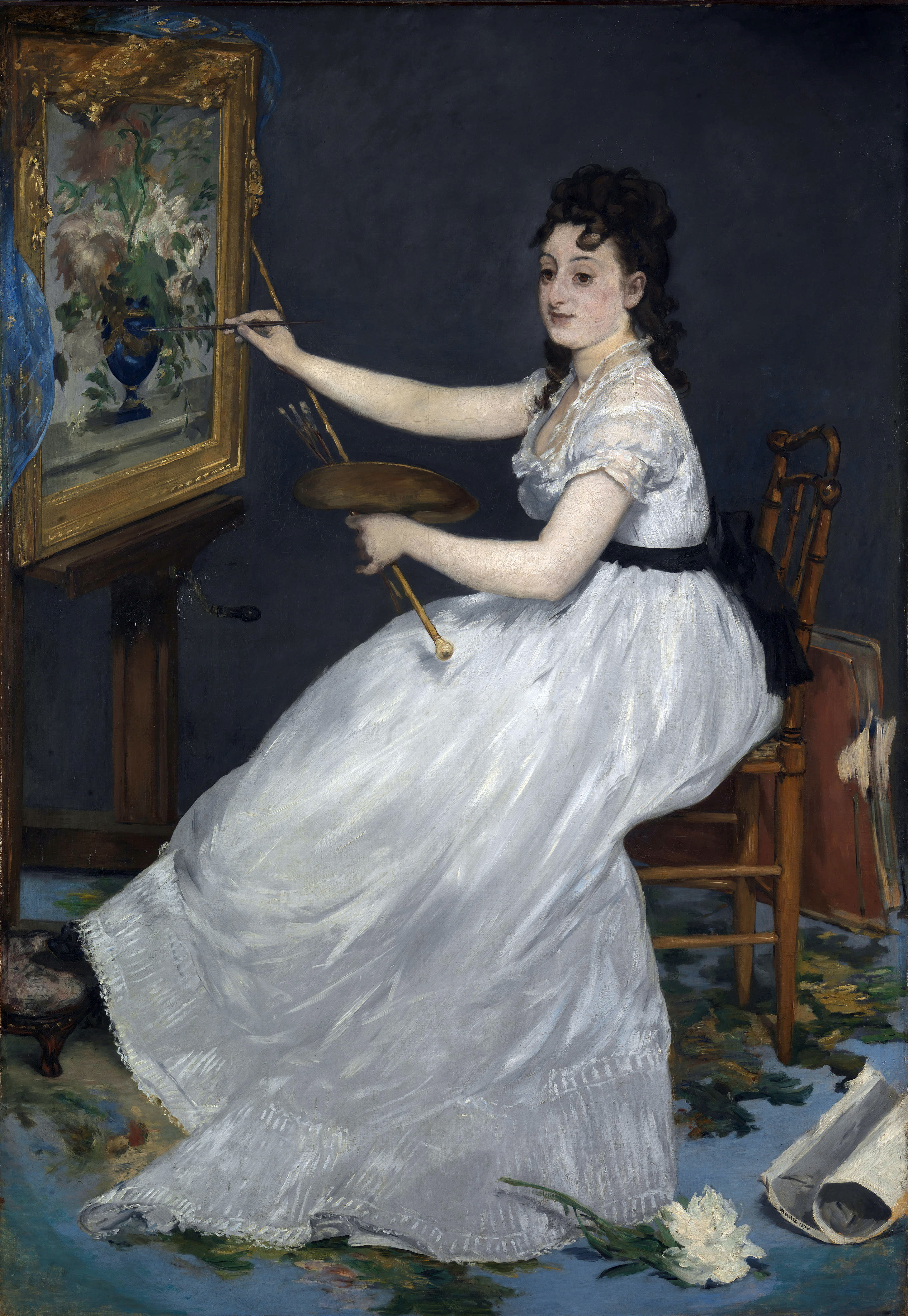
Édouard Manet, Ritratto di Eva Gonzalès (1870); pastello su tela, 191×133 cm, National Gallery, Londra. Manet restituisce un'attenta e divertita descrizione della pittrice: essa, infatti, è colta mentre dipinge una natura morta (genere che in effetti frequentò spesso, in opere che tra l'altro presentano decise tangenze con l'opera manetiana) con un abbigliamento e una posa che, tuttavia, sottolineano la sua inesperienza nel dipingere (la sua filiazione con il Manet, in effetti, è appena iniziata).

La Gonzalès coltivò il proprio innato amore per le Belle Arti con grande passione e grazie alle frequentazioni concesse dalla sua condizione sociale agiata. I suoi genitori, d'altro canto, non opposero resistenze di alcun tipo, e nel gennaio 1866 la allocarono presso l'atelier di Charles Chaplin, stimato artista che metteva a disposizione un corso di pittura per le ragazze di buona famiglia. Fu qui che la Gonzalès apprese i primi rudimenti della pittura, esercitandosi nel disegno, nella prospettiva e in tutte le varie discipline caratteristiche dello studio accademico. La sua prima prova artistica fu Le Chignon, dipinto che risente ancora grandemente della maniera accademica del Chaplin ma che annovera già quella grazia che sarà distintiva delle opere della sua piena maturità.

### L'astro impressionista
Dopo aver acquisito dimestichezza con gli strumenti di lavoro, la Gonzalès non tardò a trovare inadeguata e mortificante la mera disciplina accademica e nel 1868 passò sotto la guida di Édouard Manet, pittore conosciuto nella dimora del pittore belga Alfred Stevens, iniziandone a frequentare lo studio sia come allieva sia come devota ammiratrice. Manet, se da una parte era fortemente vilipeso dalla critica per via dello scandalo sobillato dalla Colazione sull'erba e dall'Olympia, dall'altra aveva inconsapevolmente aperto la strada alla pittura contemporanea, ponendosi come ideale capostipite di un nutrito gruppo di giovani artisti poi divenuti noti come Impressionisti. Fra Manet e la Gonzalès nacque un rapporto strettissimo, di reciproca stima e ammirazione, e un sodalizio artistico quasi simbiotico e di grande produttività: Eva, infatti, divenne in rapidissimo tempo una delle modelle predilette dal maestro, il quale - acceso dall'entusiasmo - arrivò persino a trascurare allieve più «anziane», come Berthe Morisot. La Morisot, ovviamente, non rimase indifferente al tumultuoso ingresso della Gonzalès nello studio di Manet e sin da subito si dimostrò apertamente ostile nei suoi confronti. Basti per tutti la lettera che la Morisot inviò alla madre, nella quale scrisse: «Manet mi fa la morale e mi ripropone continuamente la signorina Gonzalès come modello. Lei sa come comportarsi, è perseverante, sa condurre a buon termine ogni cosa; io invece non sono capace di niente».
Comunque sia, la Gonzalès non fu affatto inibita dalle frizioni con la collega e sotto la guida di Manet affinò il proprio vigore creativo. Lusingata dai complimenti del maestro, che ne apprezzava molto il talento artistico, la Gonzalès ne mise subito a frutto i consigli e licenziò opere che colgono agilmente il fascino della quotidianità, con uno stile che poi culminerà in opere come L'istitutrice (1877-78), En bateau (1875-76), Risveglio mattutino (1877) e Colazione sull'erba. Nel 1870, dopo aver assimilato con zelo e ambizione gli insegnamenti di Manet, la Gonzalès poté frattanto coronare un suo atavico sogno: esporre al Salón de París. Qui si attirò le attenzioni di Émile Zola, romanziere realista che tuttavia si occupava anche d'arte con grande intuito e sensibilità e che apprezzò molto la maniera fragrante e lieve della pittrice.

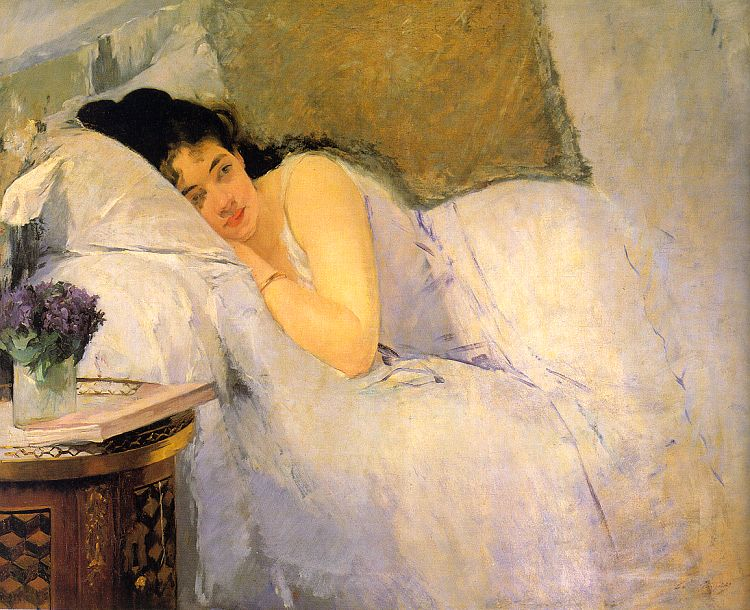
Eva Gonzalès, Risveglio mattutino (1876); olio su tela, 81,3×100 cm, Kunsthalle Bremen

Nel 1874 la Gonzalès assistette all'esplosione del movimento impressionista e alle acerbe polemiche che ne seguirono: anche se non mancarono reazioni apertamente positive, furono in molti ad allinearsi con i critici d'arte accademici, che mal digerivano la portata dirompente delle sperimentazioni pittoriche introdotte da Manet e dai suoi discepoli. La Gonzalès, pur non esponendo mai sotto l'egida dell'Impressionismo, non si allontanò mai troppo da quella che era affettuosamente definita «la bande á Manet» e nel 1879 sposò un amico incisore del maestro, Henri Guérard. Alla fine degli anni settanta dell'Ottocento, tuttavia, la Gonzalès iniziò a essere artisticamente più autonoma e a sviluppare uno stile pittorico proprio: lo stesso Manet se ne rese conto e riprese l'antica intimità con la Morisot, che ritornò in breve tempo a essere la sua modella preferita. Per usare le parole del critico Gérard-Georges Lemaire, «dopo quest'appassionata infatuazione per Eva Gonzalès è Berthe Morisot a uscire vincitrice». Malgrado Manet fosse rinsavito dall'iniziale ubriacatura nei suoi confronti, la Gonzalès continuò a godere dell'entusiasta appoggio di grandi intellettuali, quali Zola e Castagnary. La sua arte, in effetti, iniziò a suscitare consensi sempre maggiori, anche se la sua carriera fu bruscamente interrotta il 6 maggio 1883 da un'embolia durante il parto, per la quale morì a soli trentaquattro anni. Appena sei giorni prima era morto Manet, e alcuni avanzarono persino la romantica ipotesi che la Gonzalès, profondamente scossa, sarebbe morta di sfinimento mentre intrecciava una ghirlanda di fiori per omaggiare il maestro ormai defunto.

## Stile

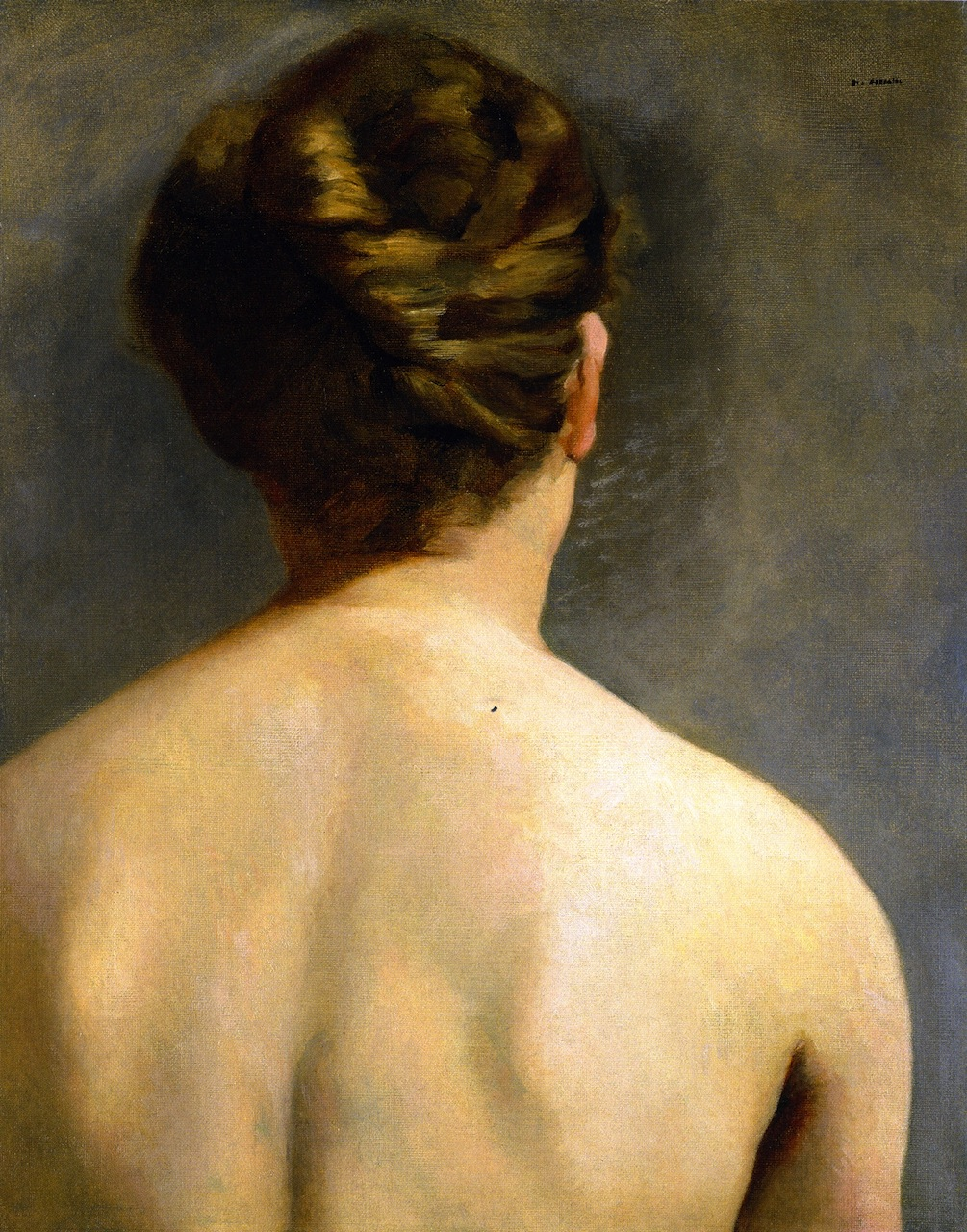
Eva Gonzalès, Le chignon (1865-1870 circa); olio su tela, 51×40 cm, collezione privata

La personalità artistica di Eva Gonzalès è una delle più significative e vivaci all'interno del movimento impressionista. Prima di ogni altra cosa è significativo sottolineare come la Gonzalès sia stata innanzitutto una pittrice. Si tratta di una peculiarità che acquista ancora maggiore rilevanza alla luce del fatto che la Gonzalès operò nella seconda metà dell'Ottocento, periodo storico in cui la pittura era considerata una prerogativa esclusiva maschile: per citare un fortunato aforisma di Anne Higonnet, «molti artisti potevano pensare di dipingere donne moderne, ma ben pochi potevano immaginare di vedere donne moderne dipingere». La Gonzalès, oltre a sviluppare e perfezionare il proprio talento pittorico, si ritrovò dunque costretta a lottare contro i pregiudizi di coloro che ritenevano disdicevole la professione di pittrice per una donna: grazie alla sua indole temeraria e inarrestabile, tuttavia, riuscì ad affermare sé stessa e la propria arte in una scena artistica ancora dominata da una logica maschilista. Esemplare fu il commento che il critico Octave Mirabeau riservò alla sua oeuvre pittorica:

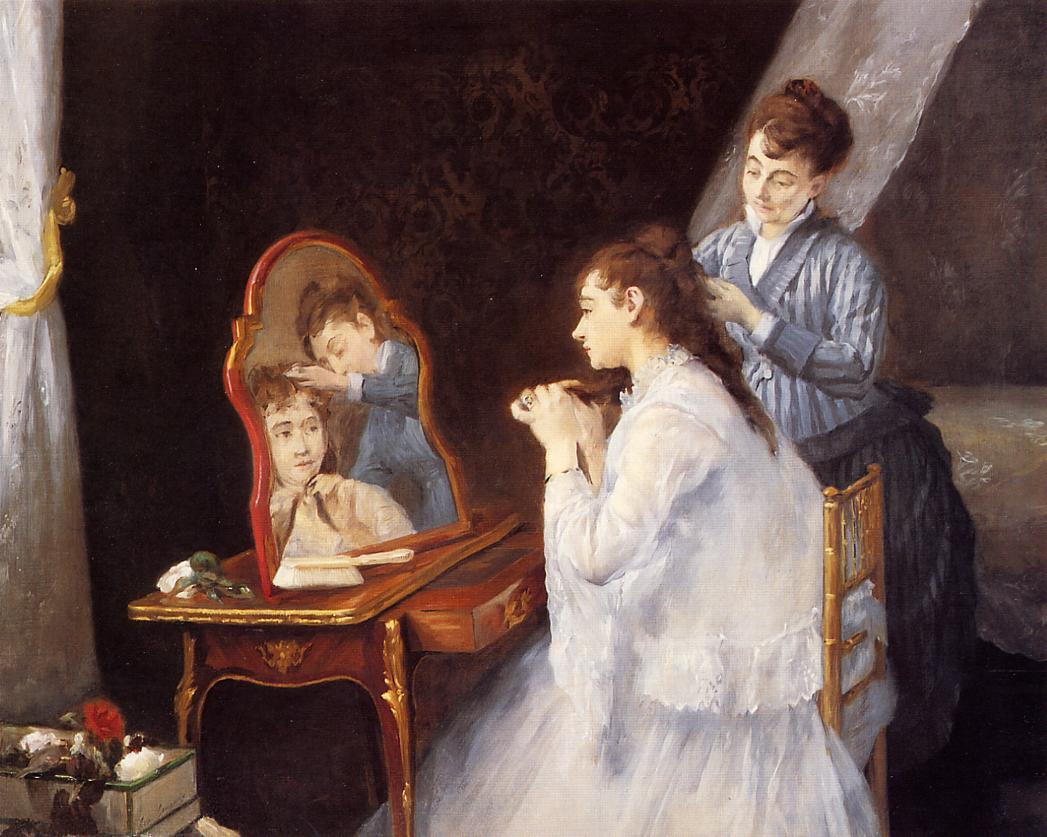
Eva Gonzalès, Le Petit Lever (1875); olio su tela, 50.5×61.3 cm, collezione privata

Se negli esordi il suo stile fu molto posato ed accademico, dopo l'approdo impressionista la sua pittura si risolse in un drastico mutamento tematico e stilistico. Innanzitutto, complice anche il discepolato con Manet, la Gonzalès nelle sue opere cercò per prima cosa di catturare i momenti fuggevoli della quotidianità, nel segno di un'aderenza al vero sobria ma vigorosa, e di una rivalutazione figurativa della bellezza della vita di tutti i giorni. Ciò è evidente soprattutto nel Risveglio del mattino, dove la Gonzalès cerca di cogliere quella gioia effimera che si prova nel risveglio mattutino, o in La modista, dove una ragazza elegantemente vestita, inizialmente assorta nella scelta di un accessorio in un negozio, viene distratta da un evento improvviso, cui rivolge uno sguardo emblematico. Si riscontra, in tal senso, il desiderio squisitamente impressionista di «fissare qualcosa di ciò che passa» ricorrendo alla suadente fluidità della luce. Questo orientamento pittorico, tuttavia, lascerà il posto nella tarda maturità a uno stile più audace e autonomo, che troverà una delle espressioni più alte nel dipinto del 1882 denominato Nel giardino, dove la figura ritratta si dissolve completamente nel colore, con esiti innovativi che lasciano presagire sviluppi interrotti dalla morte. Dal punto di vista tecnico, invece, la serenità delle scene raffigurate dalla Gonzalès viene costruita con toni fluidi e sfumati, applicati sulla tela con pennellate rapide e prensili alla luce, il cui carattere intimista viene esaltato dai tagli fotografici, vicini a quelli dell'impressionista Degas. I toni, spesso scuri, si schiariscono notevolmente nei pastelli.
I dipinti della Gonzalès, in particolare, raccontano con una «délicatesse instinctive de femme» (per usare le parole del critico Mirabeau) un universo tipicamente muliebre, colto anche nei suoi aspetti apparentemente più insignificanti e ordinari: ne La nutrice, per esempio, il soggetto del dipinto non è una donna mondana, o magari una personalità celebre, bensì una semplice eppur dignitosissima bambinaia colta mentre riposa serenamente in un parco. Molti dei suoi dipinti, inoltre, si rivolgono allo spazio femminile della casa, raffigurando donne colte nell'intimità del loro focolare domestico, sull'esempio della collega Berthe Morisot: si veda, a titolo di esempio, il dipinto Le Petit Lever, nel quale è raffigurata una donna vestita con una sottoveste bianca che si lascia pettinare i capelli da un'acconciatrice. Se composizioni similari in passato erano sature di erotismo e di sensualità, la Gonzalès dà vita a un dipinto che illustra sapientemente la riservatezza e la discrezione della toilette mattutina. Un effetto analogo si riscontra nel suo Ritratto della madre: se altri pittori del passato che si erano confrontati con questo tema avevano restituito immagini che, per la loro grazia esagerata e innaturale, risultavano inopportune o persino fastidiose, la Gonzalès evita ogni qualsivoglia sentimentalismo creando una composizione sobria ed elegante, arpeggiata sulle armonie del nero della veste della donna e sull'indefinitezza dello sfondo, accennato da pennellate rapide e corsive.